# Old Friends Equine

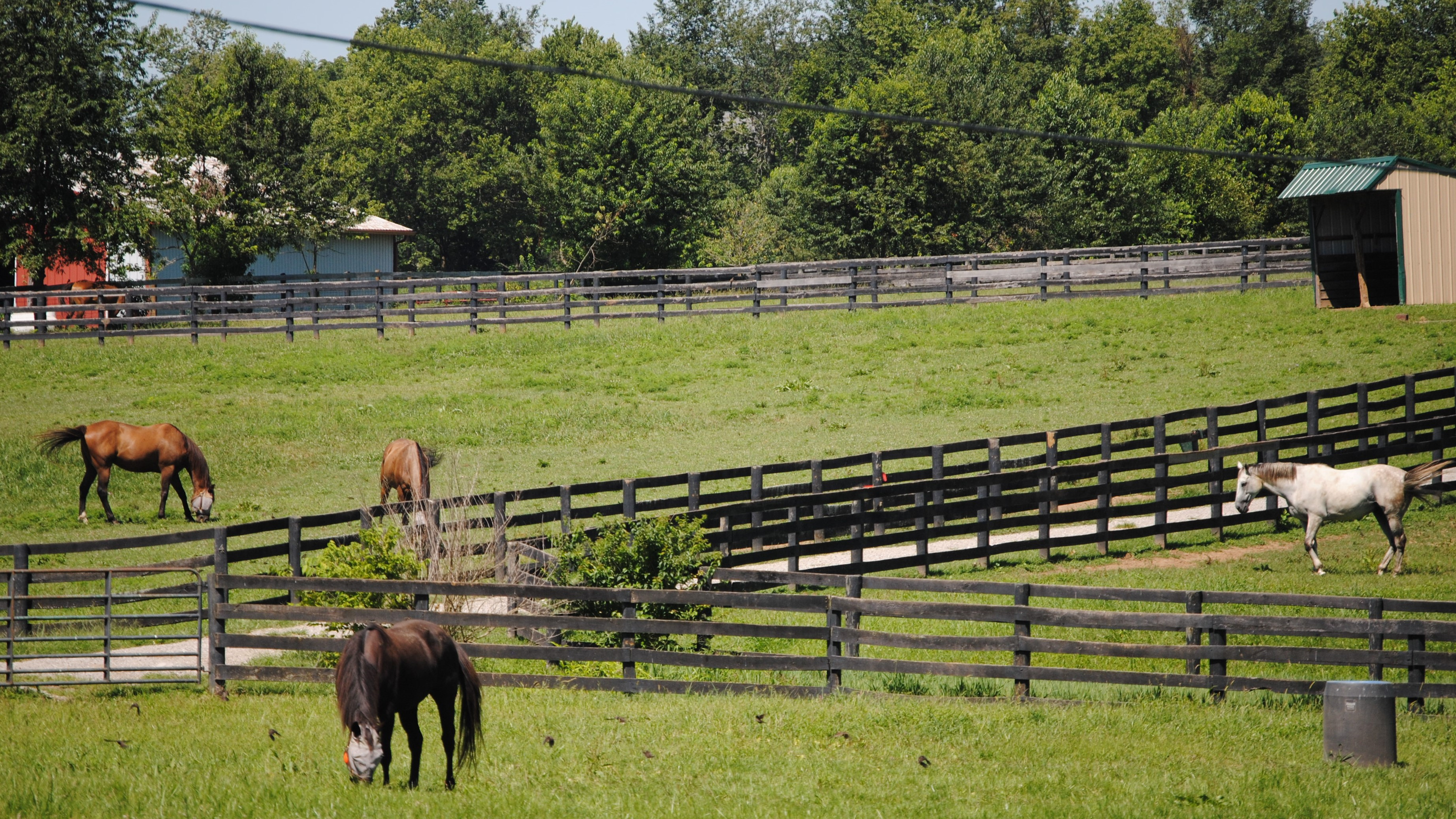
Hästar på Old Friends Equine

Old Friends Equine är en ideell pensionsanläggning för hästar i Georgetown, Kentucky, ackrediterad av Thoroughbred Aftercare Alliance (TAA). Organisationen började med en arrenderad hage och två hästar, men äger nu den 136 hektar stora Dreamchase Farm, med ytterligare arrenderad betesmark. Det är den enda pensionsanläggningen för engelska fullblod i USA som regelbundet tar emot hingstar. Old Friends är för närvarande hem för över 150 pensionerade galopphästar.

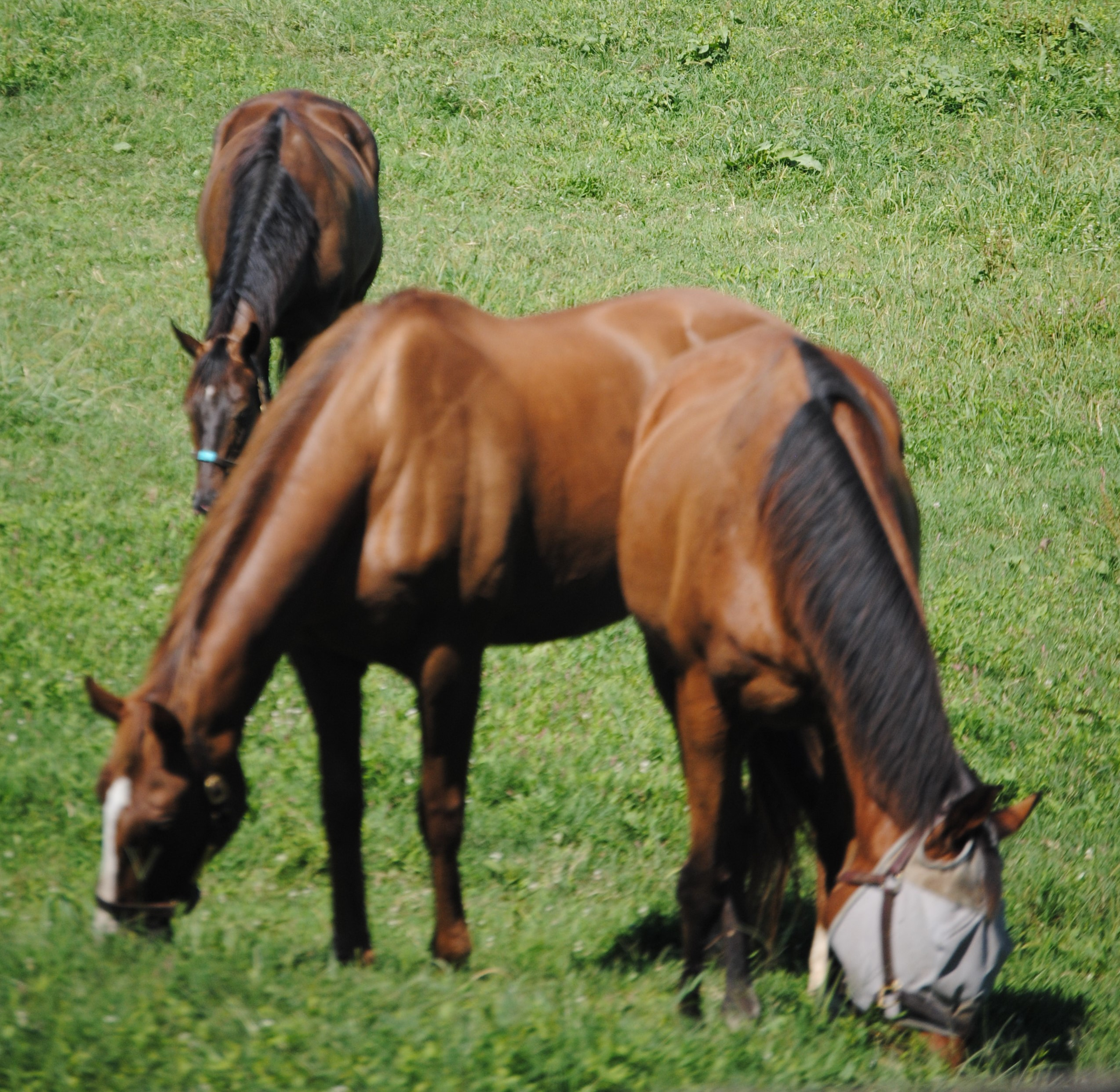
Valackar delar betesmarker på Old Friends och blir nära vänner.

Anläggningen skapades 2003 av tidigare filmkritikern på The Boston Globe, Michael Blowen, efter att 1986 års Kentucky Derby-vinnare Ferdinands avlidit 2002.